# Eugène Lechat
Pour les articles homonymes, voir Lechat.
Ne doit pas être confondu avec Eugène Lachat.
Eugène Lechat, né le 21 mai 1919 à Hesloup (Orne) et mort le 11 mai 2008 à Antananarivo (Madagascar), est un homme politique franco-malgache.

## Biographie
En 1966, il est élu maire de Mananjary.
Il exerce les responsabilités de ministre des travaux publics, de l'équipement et des transports, chargé des postes et des télécommunications (1959), puis de ministre de l'équipement et des communications (de 1965 à 1972).
En 1972, il est le 5e vice-président de la République malgache.
Eugène Lechat meurt le 11 mai 2008 à l'âge de 88 ans,,,,.